# KC Concepción
Maria Kristina Cassandra Cuneta Concepción (7 de abril de 1985, Manila), conocida artísticamente como KC Concepción. Es una actriz y cantante filipina que actualmente es embajadora Nacional contra el Hambre del Programa Mundial de Alimentos de la ONU.

## Biografía

### Familia
Concepción es hija de dos famosos, Gabby Concepción y Sharon Cuneta. Ella fue separada de su padre durante trece años después de su anulación de que padres y su inmigración a los Estados Unidos en 1995. Concepción fue adoptada legalmente por el senador Kiko Pangilinan tras el matrimonio de Pangilinan y Cuneta. Ella es la más joven de las medio-hermanas, dos son hijos su madre y las relaciones posteriores de su padre: Simone Francesca Emmanuelle y Mariel Daniella Sophia y del matrimonio de su madre con Pangilinan, y otras relaciones anteriores de su padre: Gabrielle Julia Marie (con Grace Ibuna), Cloie Helena (con Jenny citación Syquia-Skarne) y Samantha Alexis (con Genevieve Yatco Gonzales). 

## Educación
En 2003, se graduó en la Escuela Internacional de Manila, y en 2007, se graduó en la licenciatura de Comunicación Corporativa Internacional con la especialización en Artes Teatrales de la Universidad Americana de París.

## Acciones

### Teatro
| Año  | Título                    | Personaje         | Producción      |
| ---- | ------------------------- | ----------------- | --------------- |
| 2003 | The Little Mermaid        | Princess Sapphire | Trumpets        |
| 2005 | Beauty and the Beast      | Belle             | Atlantis        |
| 2008 | Katy, the Musical Concert | Katy de la Cruz   | Celeste Legaspi |

### Televisión
| Año          | Título                      | Personaje               |                 |
| ------------ | --------------------------- | ----------------------- | --------------- |
| 2003–2005    | MTV Philippines             | Herself / VJ            | MTV Philippines |
| 2006–present | Sharon                      | Guest Co-Host / Herself | ABS-CBN         |
| 2008         | I am KC                     | Host / Herself          | ABS-CBN         |
| 2008         | Maalaala Mo Kaya: "Mansyon" | Darlene                 | ABS-CBN         |
| 2009         | May Bukas Pa                | Abby                    | ABS-CBN         |
| 2009         | Lovers in Paris             | Vivian Vizcarra         | ABS-CBN         |
| 2010–present | The Buzz                    | Host/Herself            | ABS-CBN         |
| 2010–Present | ASAP XV                     | herself/host            | ABS-CBN         |
| 2010         | Wowowee                     | herself/guest co-host   | ABS-CBN         |
| 2010         | Simply KC                   | herself/host            | ABS-CBN         |

### Películas
| Año                   | Título             | Personaje                     | Producción                | Director             | Awards |
| --------------------- | ------------------ | ----------------------------- | ------------------------- | -------------------- | ------ |
| 27 de agosto de 2008  | For The First Time | Pia / Sophia Carmina Sandoval | Star Cinema               | Joyce Bernal         |        |
| 11 de febrero de 2009 | When I Met U       | Jenny                         | GMA Films and Regal Films | Joel Lamangan        |        |
| 16 de junio de 2010   | I'll Be There      | Kristina Concepción           | Star Cinema               | Maryo J. delos Reyes |        |

## Premios

### Film (Actuaciones)
| Mes / Día / Año      | Película           | Categoría                              | Organización                      |
| -------------------- | ------------------ | -------------------------------------- | --------------------------------- |
| October, 2008        | For The First Time | She Supreme Awardee                    | 1st Supreme to the Extreme Awards |
| 30 de abril de 2009  | For The First Time | Breakthrough Performance by an Actress | 6th EnPresS Golden Screen Awards  |
| 28 de mayo de 2009   | For The First Time | New Movie Actress of the Year          | 25th PMPC Star Awards for Movies  |
| 4 de febrero de 2010 | For The First Time | Best Film Debut Performer              | 3rd Gawad Genio Awards            |

### Entretenimiento
| Mes / Día / Año    | Película           | Categoría                                          | Organization                         |
| ------------------ | ------------------ | -------------------------------------------------- | ------------------------------------ |
| October, 2008      | For The First Time | Collaboration of the Year (with Richard Gutierrez) | 1st Supreme to the Extreme Awards    |
| November, 2008     |                    | Pinoy Wannabe 2008                                 | 1st Nickelodeon Kids Choice Awards   |
| March, 2009        | For The First Time | Princess of Philippine Movies                      | 40th Box-Office Entertainment Awards |
| March, 2009        | For The First Time | Most Promising Female Star of Movies and TV        | 40th Box-Office Entertainment Awards |
| 16 de mayo de 2009 |                    | Pasadong Kabataan                                  | 11th Gawad PaSaDo Awards             |

### Música
| Mes / Día / Año | Álbum            | Categoría                                                  | Organización                         |
| --------------- | ---------------- | ---------------------------------------------------------- | ------------------------------------ |
| March, 2009     | a.k.a. Cassandra | New Female Recording Artist of the Year (Promising Singer) | 40th Box-Office Entertainment Awards |

## Nominaciones

### Entretenimiento
| Mes / Día / Año | Categoría                                                   | Organización                         |
| --------------- | ----------------------------------------------------------- | ------------------------------------ |
| December, 2008  | POP Movie - For The First Time                              | ASAP Pop Viewers’ Choice Awards 2008 |
| December, 2008  | POP Movie Theme Song - For The First Time                   | ASAP Pop Viewers’ Choice Awards 2008 |
| December, 2008  | POP Love Team (with Richard Gutierrez) - For The First Time | ASAP Pop Viewers’ Choice Awards 2008 |
| December, 2009  | POP Female Fashionista                                      | ASAP Pop Viewers’ Choice Awards 2009 |
| December, 2009  | POP Covergirl                                               | ASAP Pop Viewers’ Choice Awards 2009 |

### Música
| Mes / Día / Año       | Música             | Categoría                                    | Organización                  |
| --------------------- | ------------------ | -------------------------------------------- | ----------------------------- |
| December, 2008        | For The First Time | POP Female Performance                       | ASAP POP Viewers' Choice 2008 |
| 26 de febrero de 2009 | a.k.a. Cassandra   | Favorite New Artist                          | 4th Myx Music Awards          |
| 25 de abril de 2009   | a.k.a. Cassandra   | Female Vocalist of 2008                      | 1st Waki OPM Awards           |
| 25 de abril de 2009   | a.k.a. Cassandra   | Breakout Star of 2008                        | 1st Waki OPM Awards           |
| 25 de abril de 2009   | a.k.a. Cassandra   | Listeners' Choice for Favorite Female Artist | 1st Waki OPM Awards           |

## Discografía
| Año  | Álbum            |
| 2008 | a.k.a. Cassandra |
| 2010 | KC               |

### Sencillos
- Imposible
For The First Time (OST - For The First Time)
Sea Doo Doo
Cuando te conocí (OST - Cuando conocí a U)
Wag Wag Na Mong Sasabihin (OST - Los amantes en París)
No les gusta el cine (escrita y producida por Muller y Patton)